# Sân bay Friuli Venezia Giulia

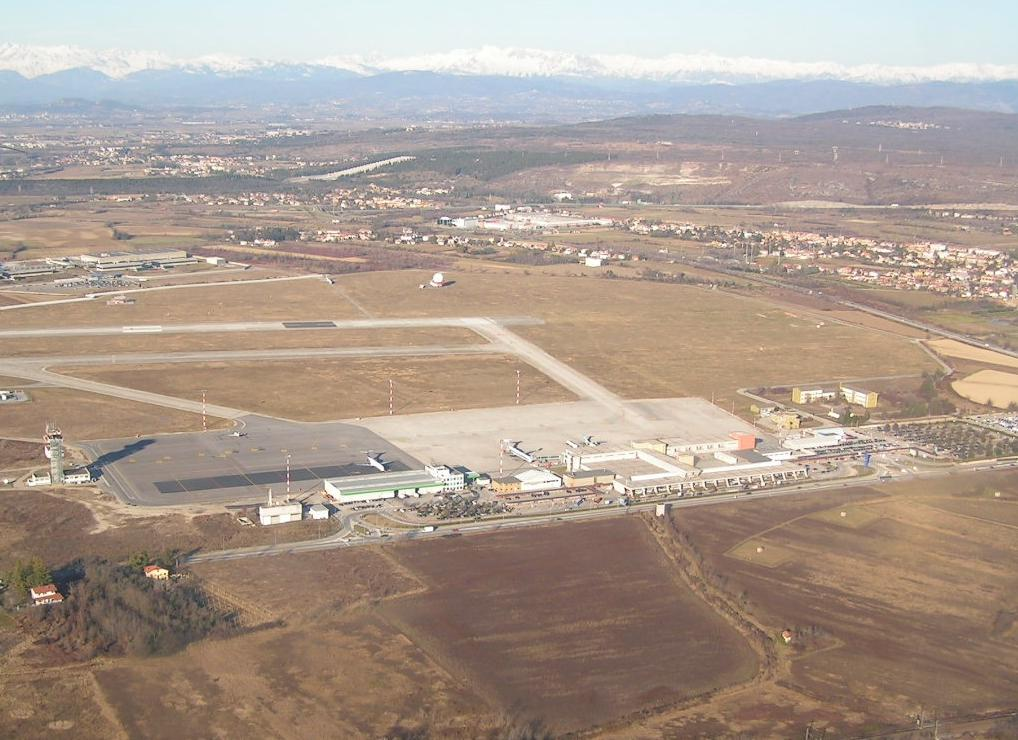
View on Trieste Airport

Sân bay Friuli Venezia Giulia (IATA: TRS, ICAO: LIPQ), cũng gọi là Sân bay Trieste hay Sân bay Ronchi dei Legionari, là một sân bay ở Ronchi dei Legionari (Gorizia), gần Trieste, thủ phủ và là thành phố lớn nhất của vùng Friuli Venezia Giulia của Italia.
Bến xe Trieste có xe buýt và xe đườn dài nối với Slovenia (Izola, Koper, Ljubljana, Piran, Portorož, Postojna, Sežana) và Croatia (Dubrovnik, Porec, Pula, Opatija, Rijeka, Rovinj, Split, Zadar).
Ngày 30 tháng 11 ăm 1935, không quân thứ tư của Không quân Italia đã đóng quân ở Căn cứ không quân Ronchi dei Legionari. Chuyến bay thương mại đã chính thức bắt đầu ngày 2 tháng 12 năm 1961.

## Các hãng hàng không và các tuyến điểm
Các hãng thương mại đang hoạt động tại sân bay này:
- Air Dolomiti (Alghero [theo mùa ngày 15 tháng 6 – 7 tháng 9])
- Air France
  - Brit Air (Paris CDG) [starts Summertimetable 2008]
- Alitalia (Milan-Malpensa, Rome-Fiumicino)
- Belle Air (Tirana)
- Lufthansa
  - Air Dolomiti (Munich)
- Ryanair (Birmingham, London-Stansted)
- Sterling Airlines (Copenhagen [bắt đầu ngày 12 tháng 5])

## Charter airlines
Charter airlines or airlines with charter operations to the airport include:
- Aegean Airlines
- Air Italia
- DAT - Danish Air Transport
- Macair Airlines
- Futura Airlines
- Skyservice (Toronto [theo mùa])
- Tunisair